# Hến biển
Hến biển hay cỏ năng lượng (danh pháp hai phần: Scirpus littoralis) là cây vùng đất ngập nước thuộc họ Lác (Cyperaceae) với thân hình trụ tròn, cao đến một mét khi khô có màu vàng rơm.

## Phân bố
Hến biển mọc tự nhiên bằng hạt trôi theo nước hoặc từ gốc mùa trước. Hến biển có khả năng chịu được độ mặn trong nước lên đến 20 phần ngàn và ngập sâu đến 0,5m. Trong hệ sinh thái tự nhiên của đầm lầy ven biển, hến biển là cây tiên phong phát triển trên nền bùn nhão.
Loài này phân bố ở các vùng đồng bằng ngập nước Yamuna, Delhi, Ấn Độ, đông và đông nam Iran. từ châu Âu qua vùng tiểu Á đến Ấn Độ, Úc và vùng Thái Bình Dương. từ Đại Tây Dương đến New Caledonia. Tại vùng đồng bằng sông Cửu Long, hến biển tìm thấy dọc theo vùng duyên hải, từ Cần Giờ đến Hà Tiên (Kiên Giang).

## Giá trị kinh tế
Có 27 hợp chất được tìm thấy trong tinh dầu của Scirpus littoralis Đây là một loại cỏ có giá trị kinh tế. Trong hệ sinh thái ao nuôi tôm, Hến biển giúp ổn định nhiệt độ nước và làm giảm các chất ô nhiễm do thức ăn tôm dư thừa gây ra, do đó làm tăng nồng độ khí oxy. Loài này có khả năng hấp thu kim loại nặng như Mn, Ni, Cu, Zn và Pb.

## Hình ảnh

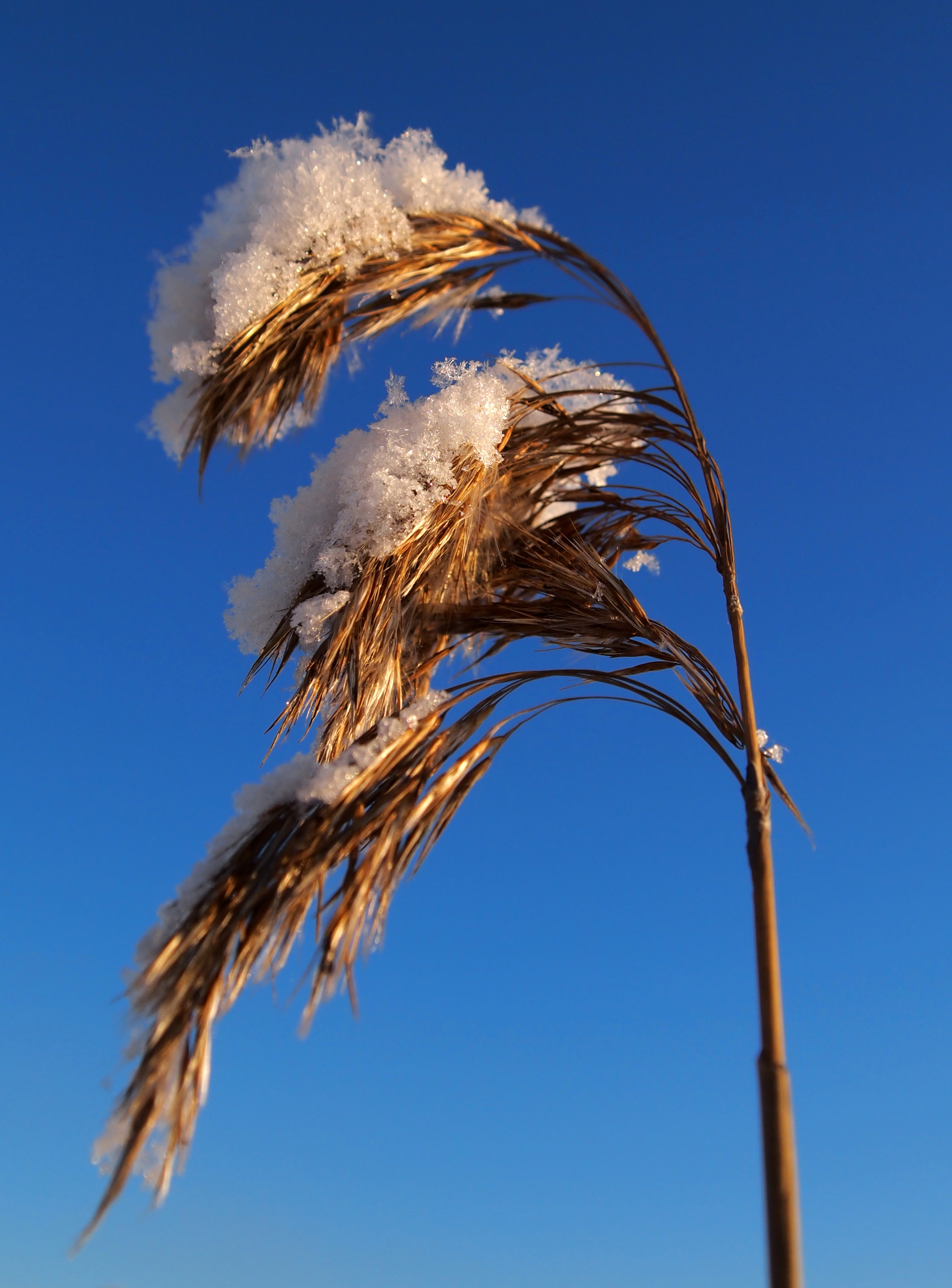
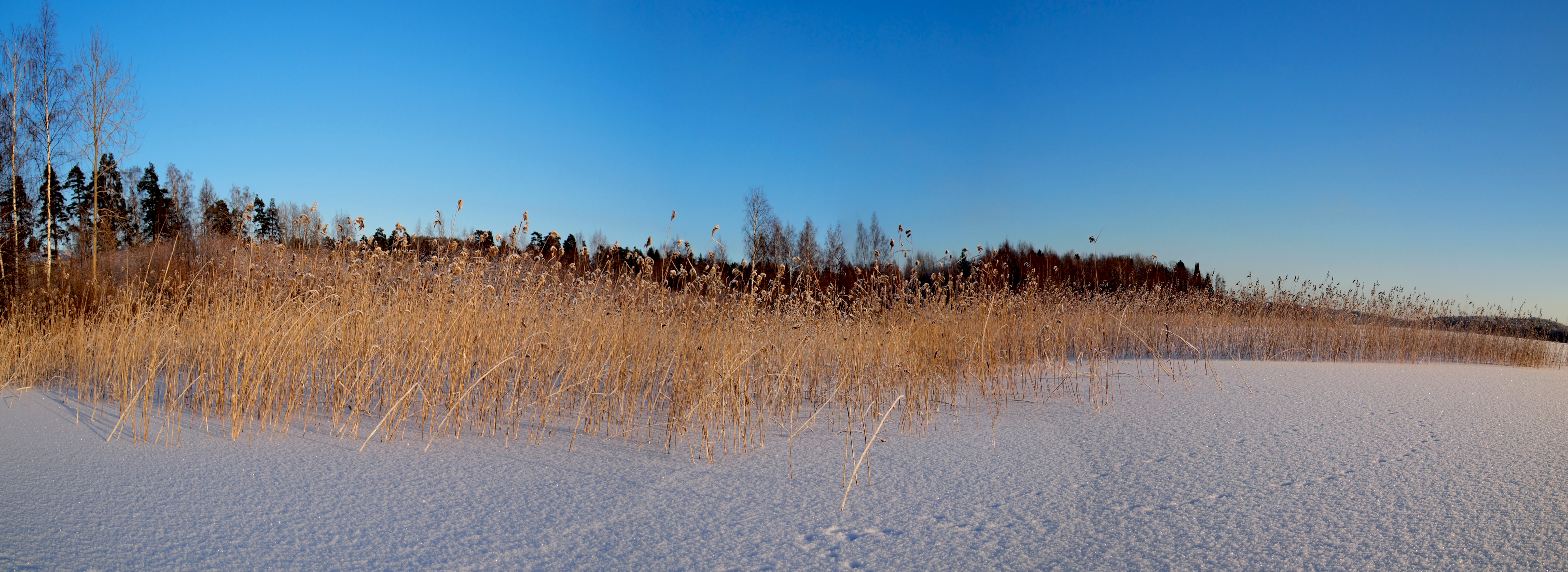
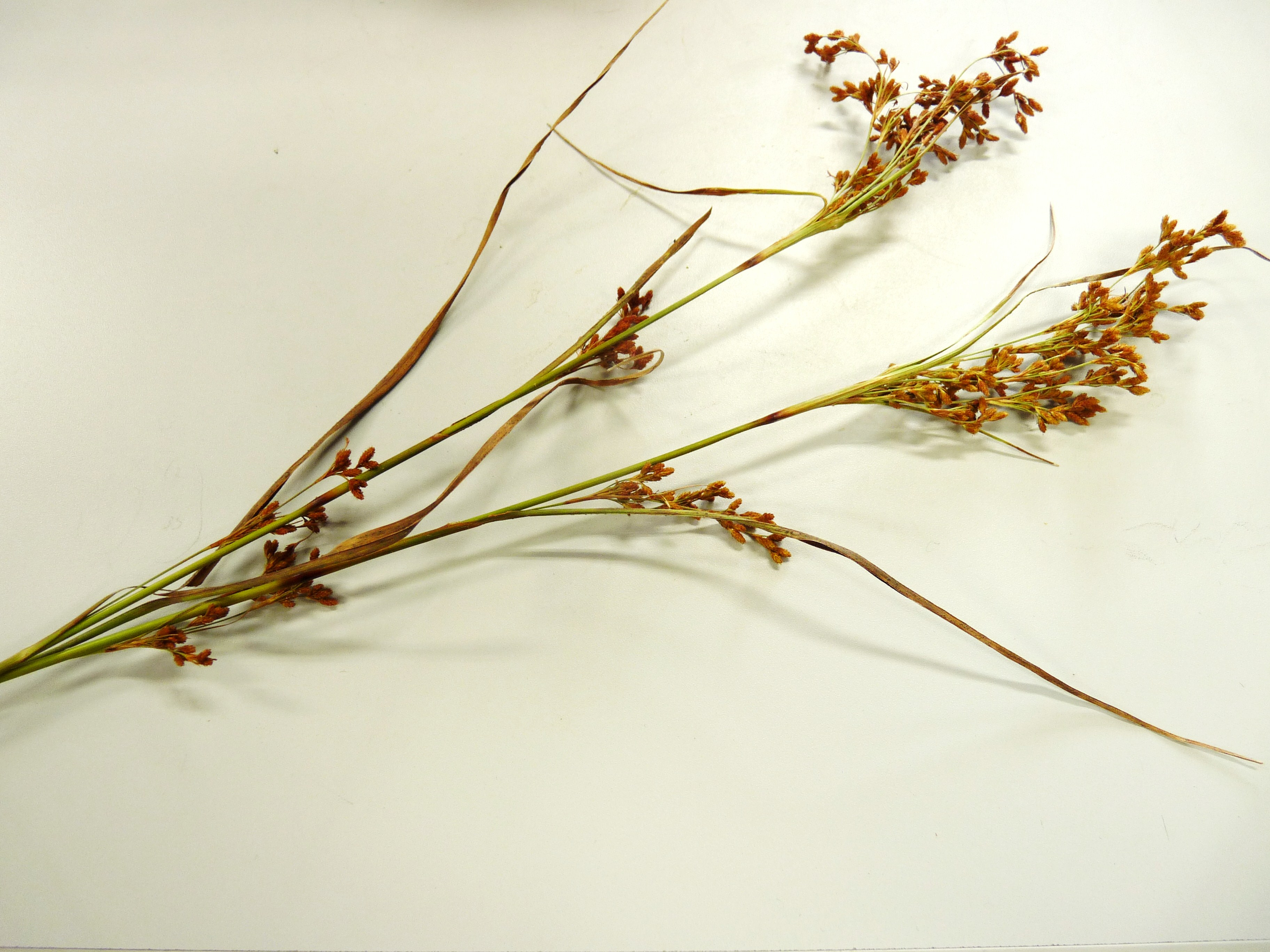